# Panulirus argus
La langosta común del Caribe (Panulirus argus), también conocida como langosta de Florida, langosta espinosa, langosta de las Indias Occidentales o langosta espinosa del Caribe, es una especie de crustáceo decápodo del infraorden Palinura que vive en los arrecifes y manglares de la zona occidental del Océano Atlántico.

## Características
Tiene el cuerpo largo y cilíndrico cubierto de espinas. Dos espinas grandes apuntan hacia adelante como "cuernos" justo encima de cada tallo óptico. Por lo general son color verde oliva o marrón, pero pueden ser color caoba. Tienen manchas de color crema desparramadas sobre el caparazón y generalmente de cuatro a seis manchas grandes de color amarillo crema en el abdomen.
Carecen de pinzas. El primer par de antenas (anténulas) son delgadas, de color negro o marrón oscuro y birramoso. El segundo par de antenas son más largas que el cuerpo, y cubiertas con espinas apuntando hacia adelante. Las bases de la segunda son las antenas de espesor, pueden tener un tinte azulado, y también están cubiertas con hileras de espinas. Son expertos en utilizar el concepto más amplio de antenas como un estoque para la defensa. Las patas son por lo general longitudinalmente con rayas azules y amarillas, y terminan en una sola columna vertebral. Las somitas del abdomen son lisas y tienen un surco superficial en el centro. Cada uno tiene un par de nadadores en la parte inferior que son de color amarillo y negro. Los lóbulos de la cola son de color similar a los nadadores.
Panulirus argus puede alcanzar hasta 60 cm de largo, pero normalmente miden alrededor de 20 cm, y se pescan en toda su área de distribución.

## Biología

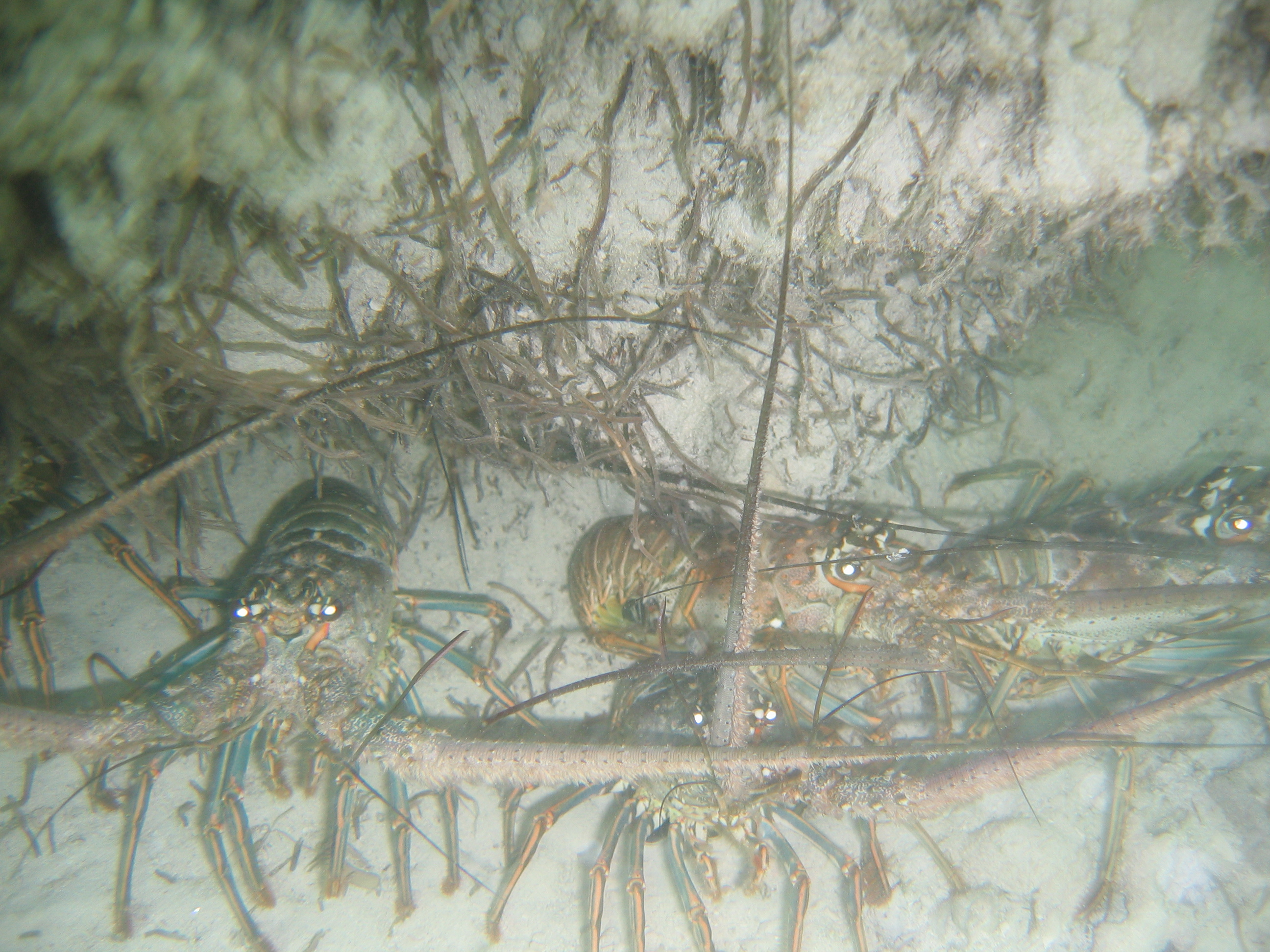
Cuatro ejemplares de Panulirus argus cerca de la costa de Florida.

Como la mayoría de decápodos, la langosta de Florida hembra lleva los huevos externamente. Comienzan la vida como larvas microscópicas libres. Tras sufrir varias mudas, se depositan en el fondo del mar y viven en agujeros o grietas de los arrecifes, o entre las raíces de los manglares. A medida que crecen, se muda el exoesqueleto para dar cabida a unos órganos cada vez más grandes. Al igual que en otros decápodos, después de la muda, el nuevo exoesqueleto es blando, y tiene que endurecerse. Durante este tiempo, la langosta es muy vulnerable a la depredación y, en consecuencia, son muy retraídas hasta que el nuevo exoesqueleto se endurece completamente. Consumen detritus, materiales vegetales y los peces y animales muertos que se encuentran en la zona inferior.

## Fisiología

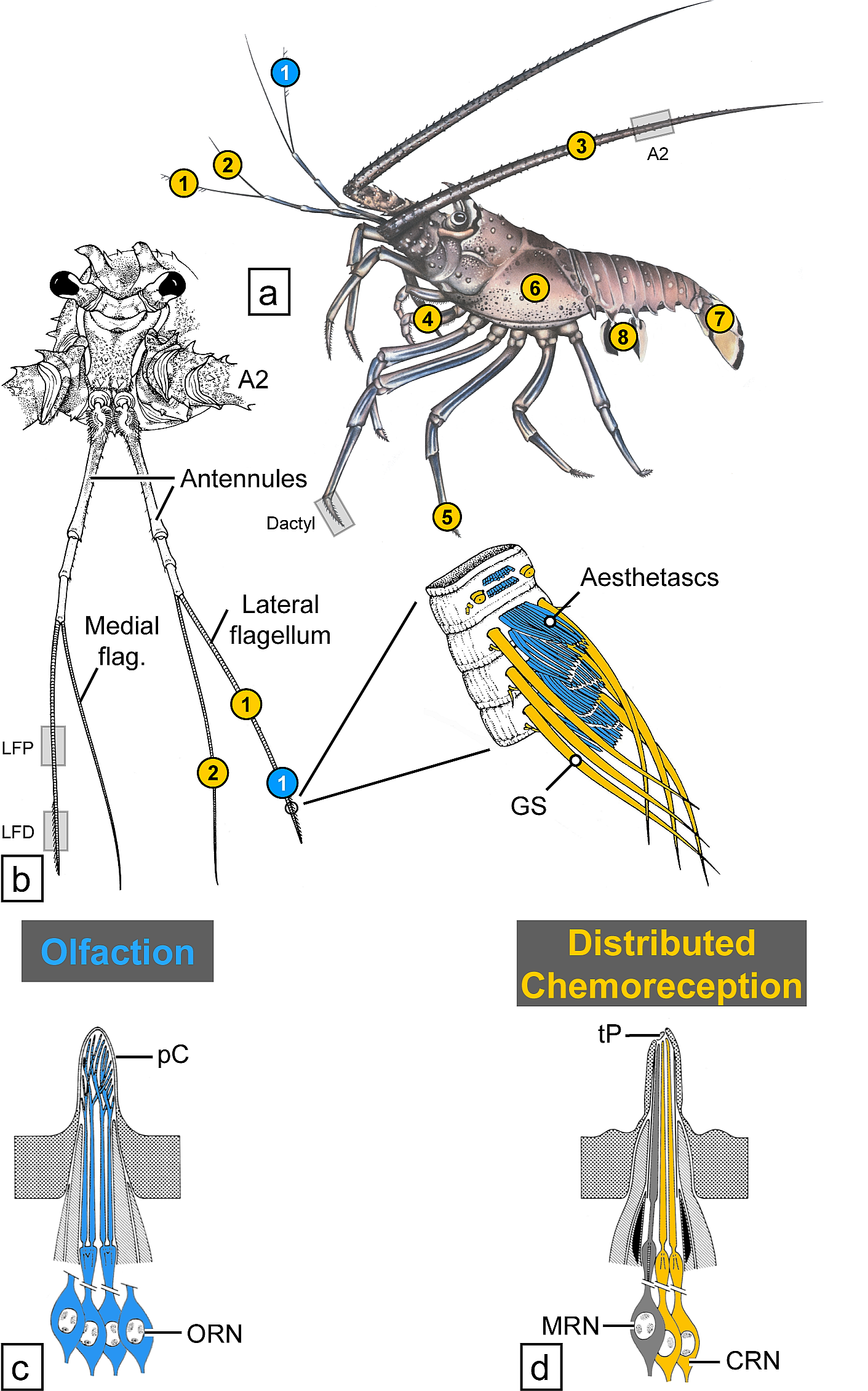
Quimiorreceptores de P. argus.
Olfaction = Olfación, neuronas ORN (color azul).
Distributed chemoreception = Quimiorrecepción distribuida CRN= neuronas quimiorreceptoras (color amarillo)

### Quimiorrecepción
En la langosta espinosa caribeña la adquisición de señales ambientales es fundamental para la supervivencia, le informan sobre la ubicación y la calidad de los alimentos, las parejas, los depredadores, el refugio y otros recursos y riesgos. La detección de las sustancias químicas ambientales la realizan las células quimiorreceptoras.

La langosta P. argus tiene dos sistemas quimiosensoriales principales que son: olfato y quimiorrecepción distribuida. Estos dos sistemas difieren en su organización periférica y central. 

#### Olfato
La quimiorrecepción del olfato está mediada por líneas de sensilias estetascos (aesthetascs) en el extremo distal de los filamentos laterales (LFD), de las primeras antenas (anténulas), por neuronas receptoras olfativas (ORN en inglés). Un solo estetasco puede estar inervado por 300   neuronas  ORN.

Las neuronas ORN tienen dendritas, cada una de estas desarrolla dos cilios. Cada uno de estos cilios se ramifica de forma repetitiva, dando lugar a 8000-10.000 segmentos dendríticos receptores.
Los receptores IR de la langosta espinosa detectan y responden a numerosas señales químicas en su entorno, incluidos pequeños compuestos que contienen nitrógeno como aminoácidos, aminas, ácidos específicos, (incluidos el L-glutamato y la L-glicina), nucleótidos y péptidos, que son abundantes en sus presas.
Las neuronas ORN olfatorias se proyectan mediante sus axones a los lóbulos olfativos del cerebro de P. argus, que tienen una organización de glomérulo.

#### Gusto
La quimiorrecepción distribuida de neuronas quimiorreceptoras (CRN en inglés), incluye el gusto más otros sentidos químicos excepto el olfato. Las sensilias en esta vía distribuida son diversas en forma y se encuentran no solo en las anténulas sino también en las segundas antenas, piezas bucales, patas y otras partes del cuerpo.

Las neuronas CRN distribuidas se proyectan a los neuropilos en el cerebro, el ganglio subesofágico y los ganglios torácicos y abdominales, que tienen una organización somatotópica y también sirven como centros motores locales para las patas.

## Hábitat
Se encuentran a profundidades de hasta 90 m desde Brasil a Carolina del Norte, incluyendo todo el Golfo de México y el Mar Caribe, las Bahamas, las Islas Bermudas, el este de Sudamérica, con hallazgos ocasionales en África occidental. A pesar de que se encuentra en todo el Golfo de México, en el norte del golfo por lo general solo se encuentra a profundidades de 33 m y más debido a la variación estacional en la temperatura del agua. Alrededor de la porción sur de la península de Florida y a lo largo de las Bahamas y el Caribe, que se encuentran en aguas someras. Por lo general, prefieren hábitats con algún tipo de cobertura y se pueden encontrar alrededor de los arrecifes de coral, arrecifes artificiales, esponjas, pilotes puente, puente de madera parachoques, muelles, y entre las raíces de los manglares. 
Son nocturnos, tendiendo a buscar protección durante el día. Sirven como presa de pulpos, tiburones y rayas, pero su mayor depredador es el hombre. Aunque por lo general prefieren quedarse cerca de la superficie, a veces cientos de grupos se alinean y marchan a lo largo del fondo bajo el agua en el sur de Florida, Bahía de Biscaya, Card Sound y la bahía de Florida. El propósito de estas "migraciones" no se conoce, pero por lo general ocurren en el otoño y puede ser en respuesta a la disminución de las temperaturas en las aguas poco profundas.

## Consumo humano
Es el principal artículo alimenticio de exportación de las Bahamas, y rivaliza con la industria del camarón en los cayos de Florida en valor comercial. Se los busca ávidamente para uso comercial y por deporte de buceadores en el sur de Florida, el Caribe y las Bahamas. En Florida, hay una temporada donde la langosta se puede tomar, por lo general desde el comienzo del mes de agosto a finales de enero. Justo unos pocos días antes del inicio de la temporada regular de la pesca de langosta, se lleva a cabo un mini-sesión recreativa para buceadores, donde se premia la pesca de esta especie. Los buceadores pueden capturarlos con la mano enguantada, haciéndoles «cosquillas» con un taco o un palo para obligarlos a salir de sus madrigueras. En las Bahamas y el Caribe, también son pescadas con arpones, algo prohibido en Florida). A nivel comercial, son capturados con trampas para langostas similares a las utilizadas por los pescadores de langostas en Nueva Inglaterra. Las trampas son generalmente cebadas con peces muertos o cuellos de pollo.
También es de consumo muy extendido en la costa del Caribe venezolano, no obstante, a juzgar por lo delicado de su carne y estar en peligro de extinción se considera una exquisitez gastronómica.